# Zbrza (Garb Tenczyński)

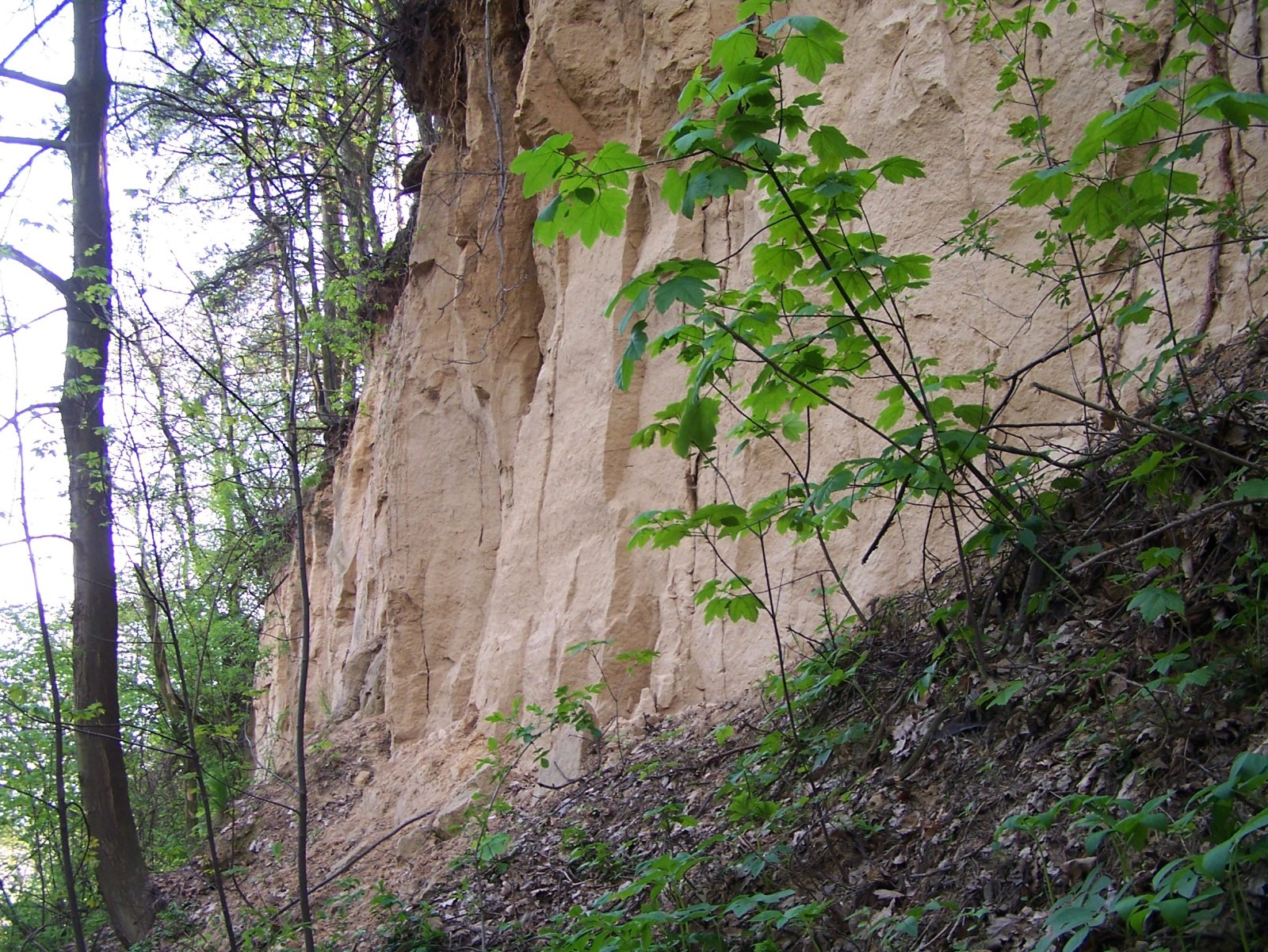
Wylot Wąwozu Zbrza do Doliny Aleksandrowickiej

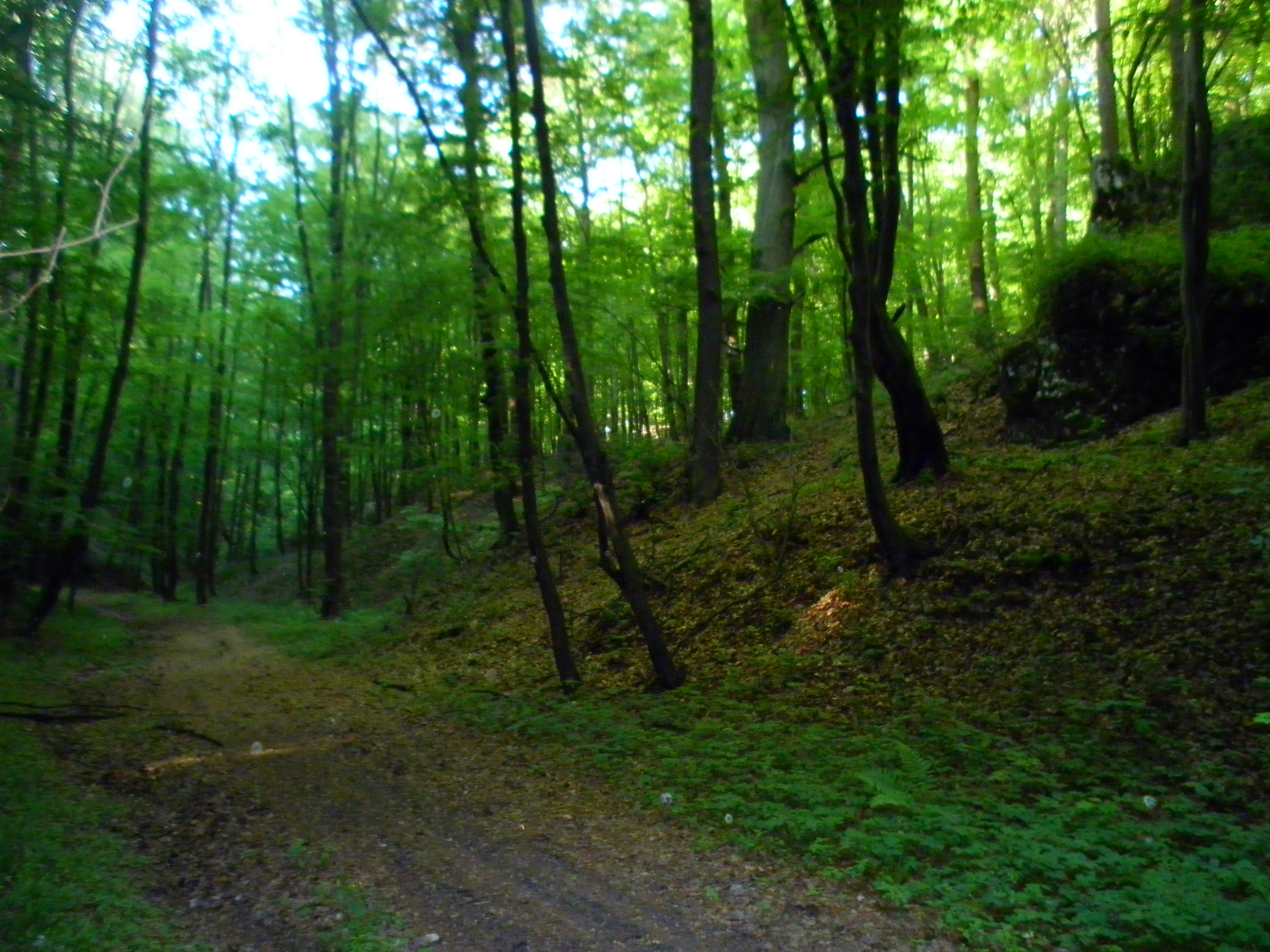
Wąwóz Zbrza (Gruba Zbrza)

Wąwóz Zbrza – wąwóz znajdujący się w Lesie Zabierzowskim na Garbie Tenczyńskim na Wyżynie Krakowsko-Częstochowskiej, na zachód od miejscowości Kleszczów i na zachód od wsi Burów w województwie małopolskim. Wąwóz znajduje się na terenie Tenczyńskiego Parku Krajobrazowego, a południowa część doliny łączy się z Doliną Aleksandrowicką. Dolina ma strome lessowe ściany. Wąwóz stanowi granicę wsi Kleszczów i Burowa (Drobna Zbrza – północny odcinek) i wsi Aleksandrowice i Burów (Gruba Zbrza – południowy odcinek)